# Collesano

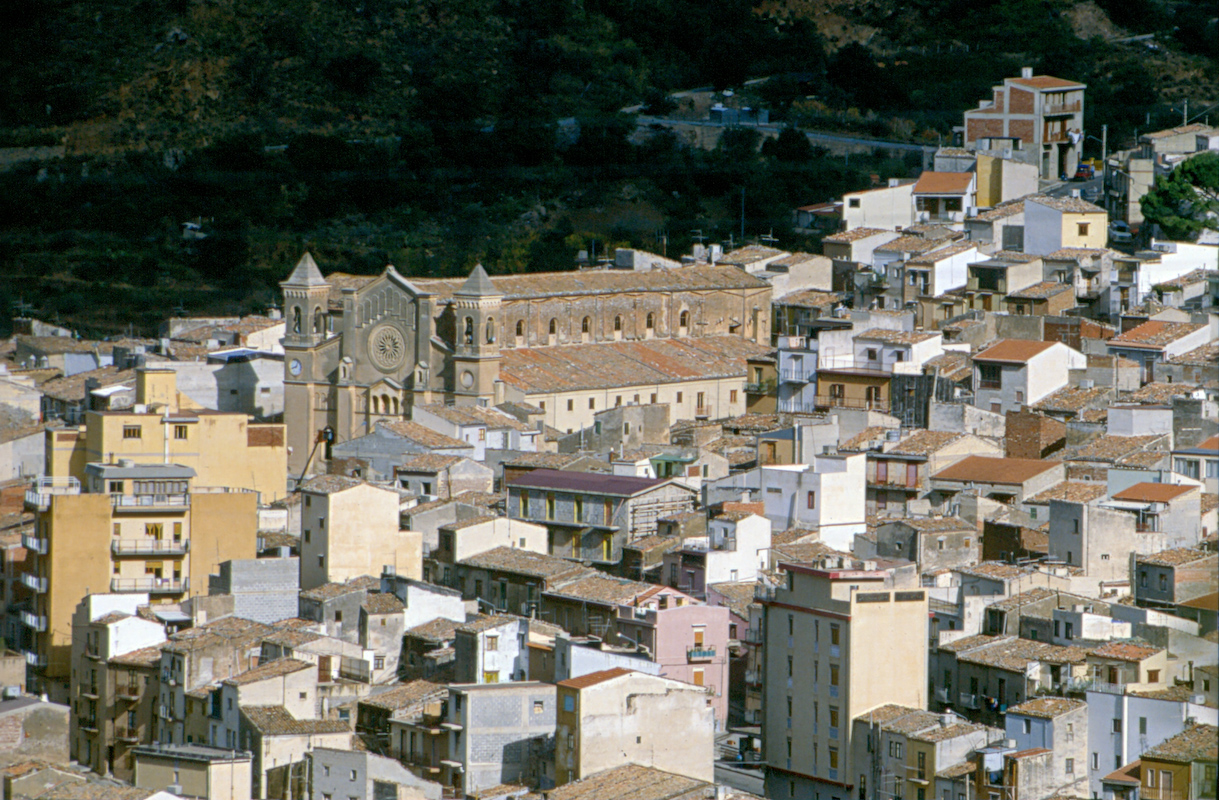
Widok miasta

Collesano – miejscowość i gmina we Włoszech, w regionie Sycylia, w prowincji Palermo.
W Collesano znajduje się bazylika św. Piotra wzniesiona na przełomie XV i XVI w..
Według danych na rok 2004 gminę zamieszkiwały 4254 osoby, 39,4 os./km².

## Miasta partnerskie
- Yverdon-les-Bains, Szwajcaria